# Jefferson Caffery
Jefferson Caffery (1 de diciembre de 1886 – 13 de abril de 1974) fue un diplomático estadounidense que sirvió a los Estados Unidos como embajador en El Salvador (1926–1928), Colombia (1928–1933), Cuba (1934–1937), Brasil (1937–1944), Francia (1944–1949), y Egipto (1949–1955).

## Biografía

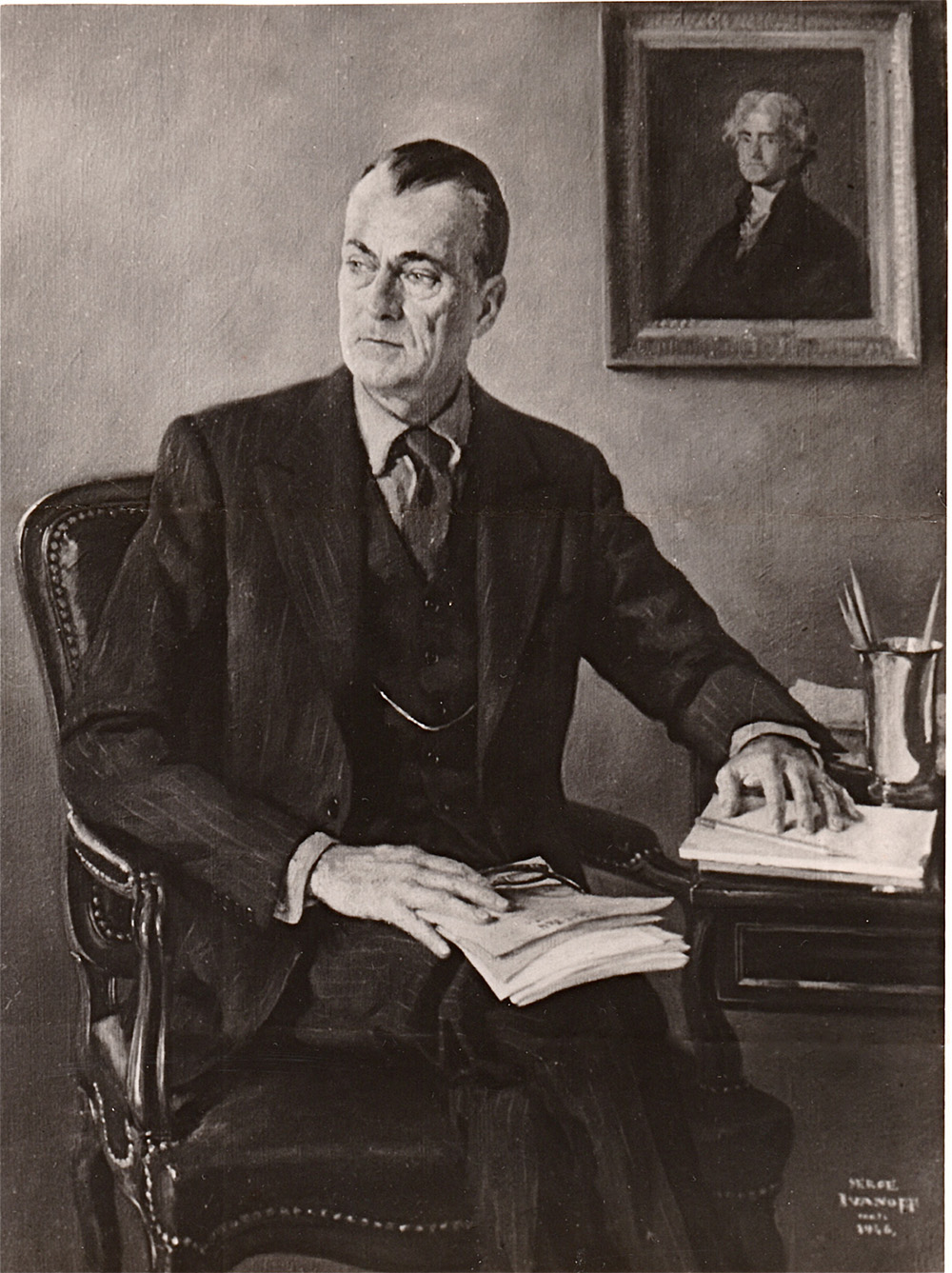
Portrait of Jefferson Caffery by Serge Ivanoff, Paris, 1946.

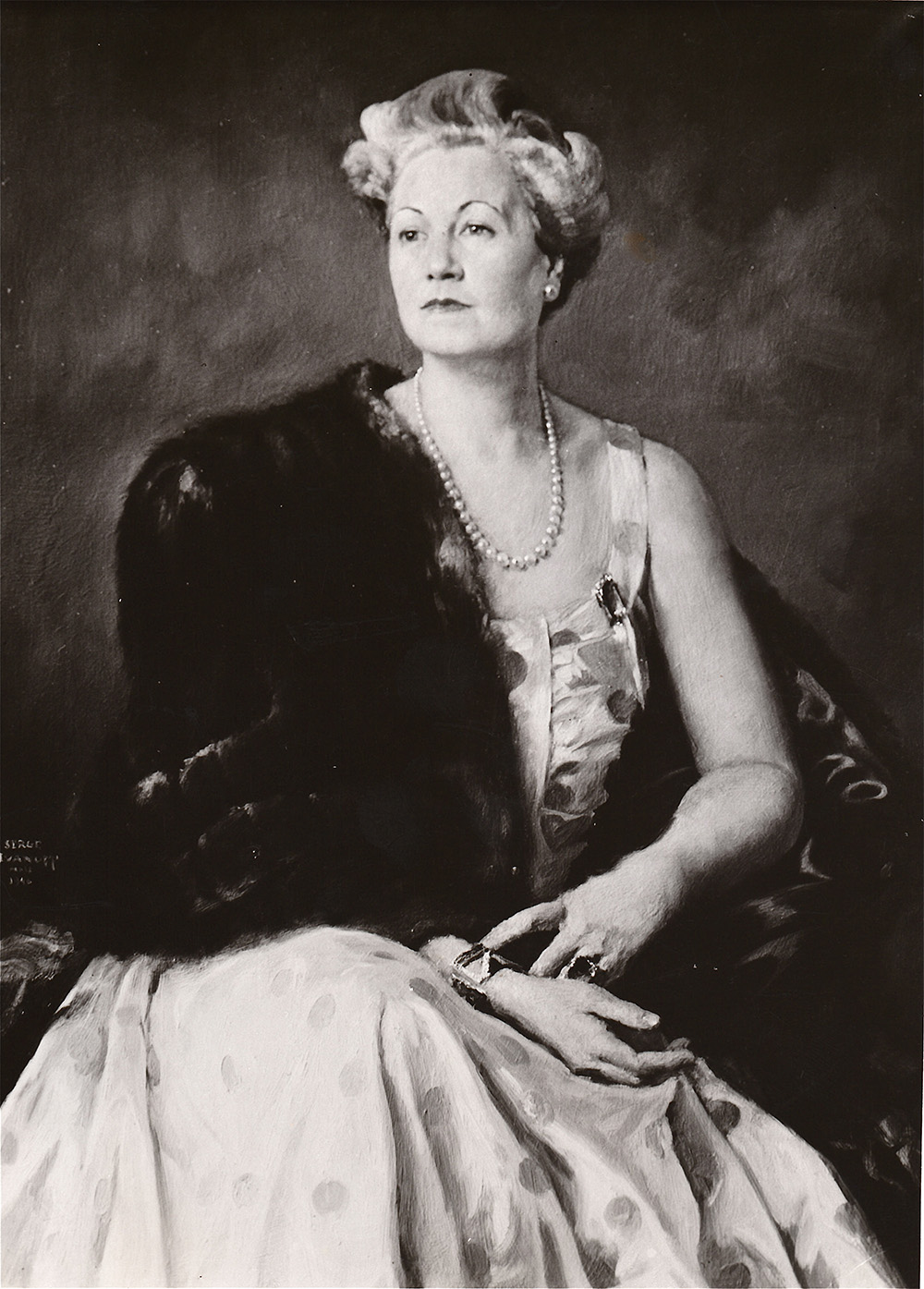
Portrait of Mrs. Jefferson Caffery by Serge Ivanoff, Paris, 1946.

Caffery nació en Lafayette (Luisiana), hijo de Carlos Duval Caffery y Mary Catherine Parkerson. Fue miembro de la primera promoción de graduados de la Universidad de Luisiana en Lafayette (entonces llamado Instituto Industrial Southwestern Louisiana) y obtuvo un título de licenciatura de la Universidad de Tulane en Nueva Orleans en 1906. Fue admitido a la barra de Luisana en 1909.
En 1911, durante el gobierno de William Howard Taft, ingresó al Servicio Exterior como segundo secretario de la legación en Caracas.
En 1916 fue destinado a Persia y finalizada la Primera Guerra Mundial formó parte de la comitiva del presidente Wilson en las tratativas de paz en París.
Fue luego destinado a Washington D. C. para organizar los detalles de las visitas del rey de Bélgica y del príncipe de Gales. 
En 1920 fue nombrado segundo al mando en la embajada de Estados Unidos en Madrid. En 1933 sirvió brevemente como Secretario Adjunto de Estado en reemplazo de Cordell Hull.
Destinado como embajador en Cuba, en mayo de 1934 sufrió un atentado frente a su residencia en La Habana del cual resultó ileso.
Destinado a Brasil, Caffery se casó en 1937 en Río de Janeiro con Gertrudis McCarthy, con quien no tuvo hijos.
Sirvió 43 años en el servicio exterior durante las administraciones Taft, Wilson, Harding, Calvin Coolidge, Herbert Hoover, Franklin D. Roosevelt, Harry Truman y Dwight Eisenhower.
En 1955 se retiró del servicio y pasó a residir en Roma, donde fue chambelán de honor privado de los papas Pío XII, Juan XXIII y Pablo VI. Volvió a Lafayette en 1973, poco antes de enviudar. Falleció pocos meses después, el 13 de abril de 1974 y fue sepultado detrás de la catedral de San Juan en Lafayette.
En 1971 había recibido la Copa del Servicio Exterior. Obtuvo la medalla Laetare de la Universidad de Notre Dame (1954), la Gran Cruz de la Legión de Honor (Francia, 1949) y la Orden del Cordón de la República (Egipto, 1955).
Un tramo de una carretera en Lafayette lleva el nombre Ambassador Caffery Parkway en su memoria.
En el 2000, Caffery fue incluido en el Museo de Política de Luisana y en el Salón de la Fama de Winnfield. Era primo del senador Donelson Caffery y del diputado Patrick Caffery.